# ボディ・オブ・プルーフ 死体の証言
『ボディ・オブ・プルーフ 死体の証言』（Body of Proof）は、2011年3月29日から2013年5月28日までABCで放送された、クリストファー・マーフィー製作、ABCスタジオ撮影のアメリカの犯罪ドラマシリーズである。主人公の検死官、ドクター・ミーガン・ハントを演じるのはダナ・デラニーである。シリーズは第3シーズンを以て打ち切られた。

## あらすじ
ハントは一流の脳神経外科医であったが、自動車事故の後遺症による手の痺れが原因で手術中に患者を殺してしまい、検死官に転身する。
疎遠になった娘と連絡を取り合おうと努力し私生活の調和を保ちながら、死体の分析をして事件を解決していく。

## キャスト
| 役名                                   | 俳優                         | 日本語吹替 |
| 主演                                   | 主演                         | 主演       |
| -------------------------------------- | ---------------------------- | ---------- |
| ドクター・ミーガン・ハント             | ダナ・デラニー               | 弘中くみ子 |
| ピーター・ダンロップ                   | ニコラス・ビショップ         | 木内秀信   |
| ドクター・ケイト・マーフィ             | ジェリ・ライアン             | 篠原恵美   |
| バド・モリス刑事                       | ジョン・キャロル・リンチ     | 仲野裕     |
| サマンサ・ベイカー刑事                 | ソーニャ・ソーン             | 皆川純子   |
| ドクター・イーサン・グロス             | ジェフリー・エアンド         | 上田燿司   |
| ドクター・カーティス・ブラムフィールド | ウィンデル・ミドルブルックス | 小森創介   |
| レイシー・フレミング                   | メアリー・モーサ             | 吉田聖子   |
| トミー・サリヴァン                     | マーク・バレー               | 相沢まさき |
| アダム・ルーカス                       | エリス・ガベル               | 相原嵩明   |
| 脇役                                   |                              |            |
| トッド・フレミング                     | ジェフリー・ノードリング     | 家中宏     |
| ジョーン・ハント判事（ミーガンの母）   | ジョアンナ・キャシディ       | 竹口安芸子 |
| デレク・ホームズ捜査官                 | クリフ・カーティス           | 大川透     |
| ダニー・アルヴァレス                   | ナタリー・ケリー             | 志田有彩   |
| エイデン・ウェルズ                     | ジェイミー・バンバー         | 桐本拓哉   |
| チャーリー・スタッフォード             | ルーク・ペリー               | 咲野俊介   |
| ダン・ラッセル検事                     | リチャード・バージ           | 中根徹     |
| アンジェラ・マーティン署長             | ロレイン・トゥーサント       | 藤木聖子   |

## 製作
フィラデルフィアにあるセットで主に撮影され、シーズン1はロードアイランド州にあるプロビデンスやウーンソケットなどで撮影された。この番組の最初のタイトルは『Body of Evidence』だったが 後に『Body of Proof』となった。シーズン2のロサンゼルスでの撮影は700万ドルの税がかかると発表された。

## エピソード
| シーズン | シーズン | 話数 | 放送日        | 放送日         | ニールセン・レイティング | ニールセン・レイティング | DVD発売日     | DVD発売日      | DVD発売日     |
| シーズン | シーズン | 話数 | シーズン初回  | シーズン最終回 | 視聴者数（百万人）       | 順位                     | リージョン1   | リージョン2    | リージョン4   |
| -------- | -------- | ---- | ------------- | -------------- | ------------------------ | ------------------------ | ------------- | -------------- | ------------- |
|          | 1        | 9    | 2011年3月29日 | 2011年5月17日  | 13.35                    | #13                      | 2011年9月20日 | 2012年11月5日  | 2012年8月15日 |
|          | 2        | 20   | 2011年9月20日 | 2012年4月10日  | 9.89                     | #44                      | 2012年9月18日 | 2013年3月4日   | 2012年12月5日 |
|          | 3        | 13   | 2013年2月19日 | 2013年5月28日  | 10.38                    | #34                      | 2013年6月18日 | 2013年11月11日 | TBA           |

## 公開

### 放送
この番組は2010年10月22日金曜日の夜にABCで初回放送される予定だった。しかし、木曜日に放送されていた『My Generation』と水曜日に放送されていた『The Whole Truth』が急に製作中止となったため、ABCは放送を先送りにした。2011年3月29日火曜日に東部時間夜10時、中部時間夜9時に『デトロイト 1-8-7』の替わりとして初回放送された。シーズン1最終回となる第9話は2011年5月17日に放送され、その4日後ABCはシーズン2を放送すると発表した。シーズン2は2011年9月20日から2012年4月20日まで放送された。2012年5月11日ABCは公式に『ボディ・オブ・プルーフ』シーズン3を13話で放送すると発表した。シーズン3は2013年2月19日火曜の東部時間午後10時に始まり、2013年5月28日に終了した。
視聴率は改善されたものの、2013年5月10日にABCは第3シーズンを以てシリーズを打ち切ることを発表した。打ち切りの発表後、TNT、USAネットワーク、WGNアメリカなどのケーブルテレビ局がシリーズ獲得に興味を示していると報じられた。しかしながら5月23日、ABCスタジオの担当者はシリーズが別の放送局に移籍しないことを明かした。

### 世界での放送
カナダではCitytvでABCと同時放送された。イタリアでは2011年1月25日にpay TVのFox Lifeで初回放送された。イタリアでのワールドプレミア放送の後、アメリカで放送される前に、他のヨーロッパの国々で放送されることになった。ロシアでは2011年2月7日にChannel Oneで初回放送された。イギリスでは2012年1月10日にChannel 5 (無料放送)と Channel 5+1 (有料放送)で初回放送された。
ブルガリアでは2011年3月17日にFox Crimeで放送が始まった。ラテンアメリカでは2011年にSony Entertainment Televisionで放送が始まった。オーストラリアでは2011年8月8日夜8時30分にChannel Sevenで初回放送された。ドイツでは2011年8月24日にプロジーベンで初回放送され、2012年1月20日にシーズン2が姉妹局のKabel einsで放送開始された。また、シーズン2第5話がシーズン1第10話として放送された。ポーランドでは2011年2月23日にFox Life HDで初回放送された。南アフリカでは2011年12月8日にMNetで初回放送された。スロベニアでは、2011年12月13日夜10時35分にPOP TVで初回放送された。ノルウェーでは2012年1月1日に、2話連続夜9時30分からTV Norgeで放送開始した。フィンランドでは2011年12月21日に夜9時からNelonenで『グレイズ・アナトミー 恋の解剖学』の替わりとして放送開始した。ラトヴィアでは2012年2月21日夜9時にFox lifeで始まった。香港では2012年2月22日夜8時30分からTVB Pearlで始まった。アイルランドでは2012年3月10日土曜日夜11時15分にRTÉ1で初回放送された。日本では2012年6月2日午後4時からWOWOWで初回放送され、2012年6月4日から本放送が開始する。シーズン2は2012年8月開始予定である。

### DVD販売
| シーズン | シーズン | 話数 | タイトル                   | DVD発売日     | DVD発売日  | DVD発売日   | DVD発売日      | DVD発売日   | DVD発売日     | DVD発売日  |
| シーズン | シーズン | 話数 | タイトル                   | リージョン1   | ディスク数 | リージョン2 | リージョン2    | リージョン4 | リージョン4   | ディスク数 |
| シーズン | シーズン | 話数 | タイトル                   | リージョン1   | ディスク数 | 話数        | 発売日         | 話数        | 発売日        | ディスク数 |
| -------- | -------- | ---- | -------------------------- | ------------- | ---------- | ----------- | -------------- | ----------- | ------------- | ---------- |
|          | 1        | 9    | The Complete First Season  | 2011年9月20日 | 2          | 13          | 2012年11月5日  | 13          | 2012年8月15日 | 3          |
|          | 2        | 20   | The Complete Second Season | 2012年9月18日 | 4          | 16          | 2013年3月4日   | 16          | 2012年12月5日 | 4          |
|          | 3        | 13   | The Complete Third Season  | 2013年6月18日 | 3          |             | 2013年11月11日 | TBA         | TBA           | TBA        |

## 評価

### 批評家による評価
番組の評価は賛否両論に分かれ、Metacriticの21人の批評家は第一シーズンに56/100のスコアを付けた。『エンターテイメント・ウィークリー』は本番組を2011年で楽しみなテレビの出来事10の中の1つに入れた。『デイリーニューズ』の批評家デヴィッド・ヒンクリーは、肯定的に評価し「脚が綺麗な『Dr.刑事クインシー』というだけであればそれほど面白くなかっただろう。他の要素が付け加わって初めて10時に見るべき番組となった」と述べた。他の批評家は陳腐なプロットや登場人物の成長についてコメントし、より否定的な評価をした。『ラス・ベガス・ウィークリー』の批評家ジョシュ・ベルは 「メーガンの個人的な問題と、型にはまった殺人事件のどちらもが、陳腐で不器用に表現され、2つの不自然な組み合わせが番組をまったく噛み合っていないものとしている」とコメントした。『デトロイト・ニュース』は、「だらしなく、容易に予想がつき、説教臭く、シリーズデビューは数か月遅れ、未だに視聴者を惹きつけていない。『デトロイト 1-8-7』の代替として失敗作だ (皮肉なことに『デトロイト 1-8-7』は打ち切られ、『ボディ・オブ・プルーフ』は更新された）」と述べた。『ロサンゼルス・タイムズ』は「マーフィーと脚本家達は『ボディ・オブ・プルーフ』の安易に予想がつく展開を改めなければならない。ディラニーが段ボールの番組でできることは限られている。神は詳細に宿るというが、壁が崩れては元も子もない」と述べた。

### レイティング
番組初回（2011年3月29日）に1400万人視聴した。その週のニールセン・レイティングにトップ10圏内に入り、2010年度から2011年度の初回視聴者数ランキングでCBSの『Hawaii Five-0』に続いて2位となった。ABCで2011年4月3日日曜日に放送された第2話は850万人に落ち込んだ。その2日後に放送された第3話は1100万人記録した 。シーズン1の平均視聴者数は1368万人でABCで2番目に最も視聴された番組となった。
| シーズン | 放送時間 (ET/PT) | 話数 | 初回放送      | 初回放送                 | 最終回放送    | 最終回放送                 | 年度            | 総順位 | 18-49順位 | 総視聴者数 (百万単位) |
| シーズン | 放送時間 (ET/PT) | 話数 | 日付          | 初回 視聴者数 (百万単位) | 日付          | 最終回 視聴者数 (百万単位) | 年度            | 総順位 | 18-49順位 | 総視聴者数 (百万単位) |
| -------- | ---------------- | ---- | ------------- | ------------------------ | ------------- | -------------------------- | --------------- | ------ | --------- | --------------------- |
| 1        | 火曜日 午後10時  | 9    | 2011年3月29日 | 13.94                    | 2011年5月17日 | 10.33                      | 2010年 - 2011年 | #13    | TBA       | 13.68                 |
| 2        | 火曜日 午後10時  | 20   | 2011年9月20日 | 9.65                     | 2012年4月10日 | 10.05                      | 2011年 - 2012年 | #44    | TBA       | 9.89                  |
| 3        | 火曜日 午後10時  | 13   | 2013年2月19日 | 6.75                     | 2013年5月28日 | 7.45                       | 2012年 - 2013年 | #34    | TBA       | 10.39                 |